# Boscq
Le Boscq, ou ruisseau du Boscq, est un fleuve côtier français de Normandie, dans le département de la Manche.

## Géographie
Le Boscq prend sa source sur le territoire de La Meurdraquière sous le nom de Bidel et prend rapidement, après un bref trajet sud-nord, définitivement la direction de l'ouest. Il se jette dans la Manche dans le port de Granville, après un parcours de 17,7 km entre Coutançais et Avranchin.

## Bassin et affluents
Le bassin versant, essentiellement rural (parcelles cultivées et prairies) en amont, est relativement pentu et sa pente moyenne assez élevée (2 %) avec un profil alternant passages pentus et zones à faible pente où sont localisées des zones humides. L'aval du bassin est caractérisé par une concentration des surfaces habitées et des zones d'activités à l'aval.
La rivière est canalisée dans la traversée de l’agglomération de Granville dans un ouvrage fermé de plus de 2 kilomètres de long, passant notamment sous le cours Jonville.
Une porte à flots et un poste de crues ont été installés courant 2011.

## Communes traversées
- La Meurdraquière où il prend sa source.
- Le Loreur
- Saint-Sauveur-la-Pommeraye
- Saint-Jean-des-Champs
- Hudimesnil
- Coudeville-sur-Mer
- Saint-Planchers
- Anctoville-sur-Boscq
- Longueville
- Yquelon
- Donville-les-Bains
- Granville où il se jette dans la Manche.